# Jennifer Mittelstadt
Jennifer Mittelstadt (* 30. August 1970) ist eine Historikerin und Professorin für Geschichte an der Rutgers University–New Brunswick.

## Werdegang
Sie studierte Geschichte an der Wesleyan University, wo sie 1992 den Bachelor of Arts erlangte, und danach an der University of Michigan, wo sie 1996 mit dem Master of Arts abschloss. Im Jahr 2000 promovierte sie an der University of Michigan.
Von 2001 bis 2003 war Mittelstadt Adjunct Assistant Professor bzw. Visiting Assistant Professor am Brooklyn College sowie ab 2003 Assistant Professor für Geschichte und Frauenforschung an der Pennsylvania State University, Campus University Park. Seit 2010 lehrt sie an der Rutgers University. Von 2017 bis 2018 hatte sie den Harold K. Johnson-Lehrstuhl für Militärgeschichte am United States Army War College inne.
Als Historikerin beschäftigt sich Mittelstadt insbesondere mit der Geschichte der Vereinigten Staaten im 20. Jahrhundert, unter anderem in den Bereichen Staat, politische Ökonomie, Frauen und Geschlecht, soziale und politische Bewegungen, Militär und auswärtige Angelegenheiten. Im Jahr 2022 erhielt sie ein Guggenheim-Stipendium für US-Geschichte.
Mittelstadt ist auch als Filmproduzentin tätig, wobei sie mehrfach mit dem Dokumentarfilmer Aaron Matthews zusammenarbeitete, ebenfalls ein Absolvent der Wesleyan University. Unter anderem wirkte sie als Co-Produzentin und Geschichts-Sachverständige an seiner Dokumentation The War and Peace of Tim O’Brien (2020) über den Vietnamveteranen Tim O’Brien mit.

## Werke (Auswahl)
- 2022: The Military and the Market: New Histories of War, Capitalism, and Empire. Herausgegeben mit Mark R. Wilson (University of Pennsylvania Press)
- 2015: The Rise of the Military Welfare State (Harvard University Press)
- 2009: Welfare in the United States: A History with Documents (Routledge-Verlag)
- 2005: From Welfare to Workfare – the Unintended Consequences of Liberal Reform, 1945–1965, (University of North Carolina Press)

## Auszeichnungen
- Guggenheim Fellowship Award (2022–2023)
- Fellow, Dorothy and Lewis Cullman Center for Scholars and Writers, New York Public Library, 2020–2021
- Woodrow Wilson International Center für Wissenschaftler, 2008–2009